# Encadenat (pel·lícula)
Encadenat (títol original en anglès: Lock Up) és una pel·lícula estatunidenca dirigida per John Flynn, estrenada l'any 1989. Ha estat doblada al català.

## Argument
Frank Leone, pres model, aviat acaba el seu temps de presó. Però abans de la seva sortida, Frank ha transferit en plena nit a una presó de molt alta seguretat, sense raó aparent. A la seva arribada, és acollit pel director de la presó, que no és altra que Drumgoole, l'antic director de la precedent presó d'on Frank s'havia escapat per anar a veure el seu « pare adoptiu » moribund. Drumgoole, ple d'odi i de venjança, està ben decidit a fer pagar a Frank la seva afronta i a empènyer-lo al límit.

## Repartiment
- Sylvester Stallone: Frank Leone
- Donald Sutherland: Warden Drumgoole
- John Amos: el capità Meissner
- Sonny Landham: Chink Weber
- Tom Sizemore: Dallas
- Frank McRae: Eclipse
- Darlanne Fluegel: Melissa
- William Allen Young: Braden
- Jordan Lund: Manly
- John Lilla: Wiley
- Dean Duval: Ernie
- Jerry Strivelli: Louie Munafo
- David Anthony Marshall: Mastrone
- Danny Trejo: membre de la banda de Chink

## Banda original
- Vehicle, interpretat per The Ides of March
- Ever Since The World Began, interpretat per Jimi Jamison

## Nominacions
- Nominació al premi al pitjor film, pitjor actor per Sylvester Stallone i pitjor segon paper masculí per Donald Sutherland, en els premis Razzie 1989.

## Al voltant de la pel·lícula
- El rodatge s'ha desenvolupat del mes de febrer al mes de maig de 1989 a Hoboken, així com a les presons Rahway State i New Jersey State, situades respectivament a Woodbridge Township i Trenton, a Nova Jersey.
- Destacar, una petita aparició de Danny Trejo en un dels seus primers papers, que interpreta aquí un dels membres de la banda de Chink.
- El guió d'aquest film és inspirat en la història real de Frank Léone, però la verdadera persona va morir amb el director en la presa d'ostatges, en el moment de l'evasió, contràriament al happy end  del film.